# Agrotis velascoi
Agrotis velascoi là một loài bướm đêm trong họ Noctuidae.